# Воздвиженская улица (Чернигов)
Воздвиженская улица (до 2022 года — улица Родимцева) (укр. Воздвиженська вулиця) — улица в Деснянском районе города Чернигова. Пролегает от улицы Борисоглебская (Серёжникова) до улицы Василия Тарновского (Пушкина), исторически сложившаяся местность (район) Окольный град.
Примыкают улицы Мстиславская, Гончая.

## История
Воздвиженская улица была проложена в 1805 году. До 1916 года в доме, где сейчас расположена обувная фабрика (дом № 16), была расположена губернская казённая палата. После Великой Отечественной войны, в результате реконструкции центра города, Пролетарская улица была разделена на западную и восточную часть, без прямого проезда. Во время войны почти все дома были сожжены или разрушены. Участок улицы между Серёжникова и Горького был застроен 5-этажными домами, конец улицы — одноэтажными индивидуальными домами.
В 1979 году восточная часть Пролетарской улицы была выделена в отдельную улицу Родимцева — в честь Дважды Героя Советского Союза Александра Ильича Родимцева.
С целью проведения политики очищения городского пространства от топонимов, которые возвеличивают, увековечивают, пропагандируют или символизируют Российскую Федерацию и Республику Беларусь, 1 августа 2022 года улице было возвращено историческое название — в честь исторической Воздвиженской церкви, согласно Решению Черниговского городского совета № 19/VIII-6 «Про переименование улиц в городе Чернигове» («Про перейменування вулиць у м. Чернігові»).

## Застройка
Улица пролегает в северо-восточном направлении: параллельно улицам Шевченко и Преображенская. 
Начало улицы занято многоэтажной жилой застройкой (5-этажные дома), конец (между улицами Гончая и Пушкина) — усадебной, многоэтажной (5-этажные дома) и малоэтажной (2-этажные дома) жилой застройкой. Перекрёсток с Мстиславской улицей занимает Театральный сквер.
Учреждения:
1. дом № 4 — Черниговский областной молодёжный театр
2. дом № 16 — обувная фабрика «Берегиня»

Памятники истории:
1. дом № 4 — Дом хоральной синагоги[7] (1876)[8] — вновь выявленный

Есть ряд значимых и рядовых исторических зданий, что не являются памятниками архитектуры или истории: усадебные дома № 13/13, 17, 21; 2-этажные дома № 12, 14. 
Мемориальные доски:
1. дом № 2 — Герою Советского Союза Александру Ильичу Родимцеву — комментарий именования улицы (до 2022 года)
2. дом № 4 — заслуженному деятелю искусств Украины Геннадию Сергеевичу Касьянову — на фасаде молодёжного театра, где работал (1988-2018)
3. дом № 7 — руководителю Черниговской городской подпольной организации (1941-1943) Александру Дмитриевичу Михайленко — на доме, где жил (1961-1985)
4. дом № 14 — заведующему кафедры математики национального университета «Черниговский коллегиум» Луке Николаевичу Вывальнюку — на доме, где жил (1922-2009)